# Zapaśniki
Zapaśniki (biał. Запаснікі; ros. Запасники) – wieś na Białorusi, w obwodzie witebskim, w rejonie głębockim, w sielsowiecie Udział.

## Historia
W czasach zaborów ówczesna wieś w granicach Imperium Rosyjskiego.
W dwudziestoleciu międzywojennym kolonia leżała w Polsce, w województwie wileńskim, w powiecie duniłowickim (od 1926 postawskim), w gminie Łuck (od 1927 gmina Kozłowszczyzna).
Według Powszechnego Spisu Ludności z 1921 roku zamieszkiwały tu 93 osoby, 32 było wyznania rzymskokatolickiego, 61 prawosławnego. Jednocześnie 8 mieszkańców zadeklarowało polską przynależność narodową, a 85 białoruska. Było tu 18 budynków mieszkalnych. W 1931 w 24 domach zamieszkiwało 106 osób.
Miejscowość należała do parafii rzymskokatolickiej w Mosarzu i prawosławnej w m. Wierzchnie. Podlegała pod Sąd Grodzki w Duniłowiczach i Okręgowy w Wilnie; właściwy urząd pocztowy mieścił się w Mosarzu.